# Skata
Skata (Pica pica) är en fågel inom släktet skator och familjen kråkfåglar, som förekommer i stora delar av Europa samt västra och norra Asien. I Europa är skatan vanlig, särskilt i bebodda områden, och med sin karakteristiska svartvita fjäderdräkt och påfallande långa stjärt är den svår att förväxla med andra arter. Skatan är ofta starkt knuten till mänsklig bebyggelse, en så kallad kulturföljare, och uppträder både i städer och på landsbygden. Den häckar också i kustområden. Skatan är allätare och ses ofta proviantera på marken. Den äter både animalisk och vegetabilisk föda under hela året. 
Den taxonomiska indelningen av släktet skator har varit omdiskuterad. Efter genetiska studier har numera flera av skatans olika populationer i Nordafrika och Asien urskiljts som egna arter.

## Utseende och fältkännetecken

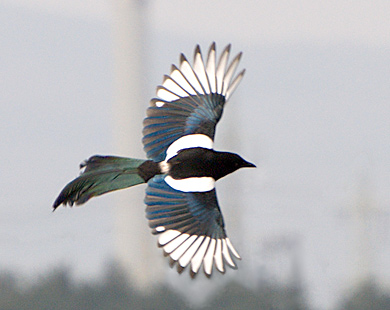
Skata i flykten. Notera de vita handpennorna och de långa grönskimrande stjärtfjädrarna.

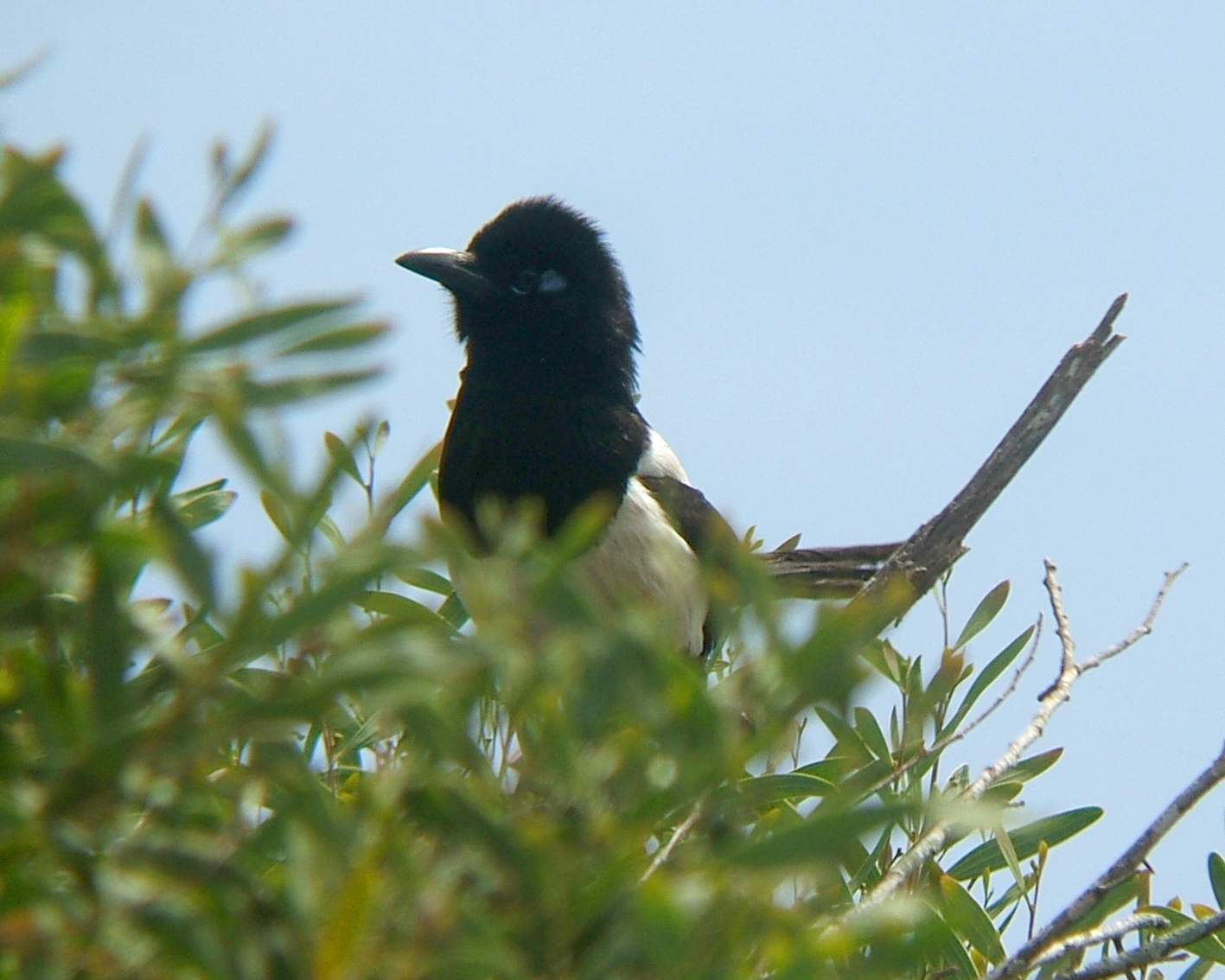
Underarten P. p. mauritanica. Notera det blå fjäderlösa partiet bakom ögat.

Grundfärgerna hos nominatformen av skata är svart och vit. Skatan och övriga arter i släktet skator skiljer sig från andra kråkfåglar främst genom sin långa och kilformade stjärt. Stjärten är ofta lika lång som den övriga delen av kroppen, i varje fall längre än de korta och breda vingarna. Näbben och fötterna är svartgrå och ganska grova. Buk, kroppssidor och skuldror är vita, och handpennorna är övervägande vita. Den resterande fjäderdräkten är svart med metallglans. Stjärtfjädrarna och ytterfanen på vingpennorna skimrar på nära håll i metalliskt grönt, blått eller purpur beroende på ljusförhållandena. På våren blir färgerna mattare och mindre skimrande och på handpennornas ytterfan försvinner de nästan helt. Fåglarna är som mest skimrande kort efter ruggningen, särskilt de som är några år gamla och speciellt hanarna. En annan skillnad mellan hanar och honor är att hanarna i genomsnitt är något tyngre än honorna (medelvikt 233 g för hanar mot 203 g för honor). Skator är 40–51 cm långa, varav stjärten är 20–30 cm, och har ett vingspann på 48–53 cm. 
Ungfåglar har nästan samma färgning som adulta fåglar, de skiljer sig bara i mindre detaljer. Juvenila fåglar har oftast en mer brunsvart ton på huvud och bröst. Stjärten, som är kortare, är utan glans och de yttre skulderfjädrarna är oftast inte helvita, utan något grå. De vita områdena på innerfanen på de yttre handpennorna räcker inte lika långt ut på fjäderspetsen som hos de adulta skatorna. Armpennorna har blå glans endast i det mellersta området. De yttersta armpennorna har nästan alltid en vit fläck, ibland också den andra eller den tredje därpå följande fjädern.
Ettåriga skator påbörjar sin ruggning något tidigare än adulta. De byter då hela fjäderdräkten. I Europa börjar ett- och fleråriga fåglar att rugga i juni, flygga fåglar oftast i juli, senast i slutet av augusti. På marken rör sig skatorna ofta med jämfotahopp men de går också med knyckiga rörelser, ofta med rest stjärt vilket gör att den får ett kaxigt utseende. Skatan rör sig annars mycket i trädens grenverk och i flykten rör den sig flaxigt i rak bana, med inslag av bågformiga svepande partier när den glidflyger. Den är vaksam men orädd, och kan till exempel högljutt varna för katter, rävar eller annan fara.

## Läte
Skatans vanligaste läte är ett hest skrattande "schackande" eller "schäckande". Det består av mer eller mindre snabbt på varandra följande serier av lätt kraxande "schäck-schäck-schäck". Schäckandet är ett varnings- och alarmläte som syftar till att försvara reviret. Skator som inte häckar använder bara lätet när fara hotar. Fågelns upprördhet är särskilt stor om schäckandet är snabbt och upphackat.
Skatpar framför en låg halvkvävt pladdrande sång för att befästa sitt partnerskap. Denna sång, som ofta hörs under kalla vinterdagar, varierar mycket starkt både med tiden och individuellt. Den kan vara såväl rytmisk som orytmisk. Ofta innehåller den svaga drilljud och högt pipande. Mestadels består sången dock av ett gurglande, buktalaraktigt pladdrande med pipljud. För att markera revir använder par ett läte som låter som "kia", "kjää" eller "kik". Ofta visar de sig då i mitten av reviret på den högsta grenen i ett träd. Ungfåglar i boet tigger med ett högt gällt skrikande "tviit". Tre till fyra veckor gamla ungfåglar ger sig till känna för de vuxna fåglarna med ett tvåstavigt läte. Det låter ungefär "jschiejäk", "tschjuk" eller "tschjuk-juk". Honans kontaktläte liknar ungfåglarnas vistelseortsläte. 
Ofta ger skatan också ifrån sig ett långt utdraget "tschark" "tschirk" "tschirrl" eller "tschara". Efter intonation (mjuk, hård, lång, kort) har detta läte olika betydelser. Dessutom kan skatan även framföra nasala och uttänjda ljud som "gräh". Den har även en lågmält sjungande skuggsång som kan höras året om men främst på våren och sommaren.

## Utbredning och systematik

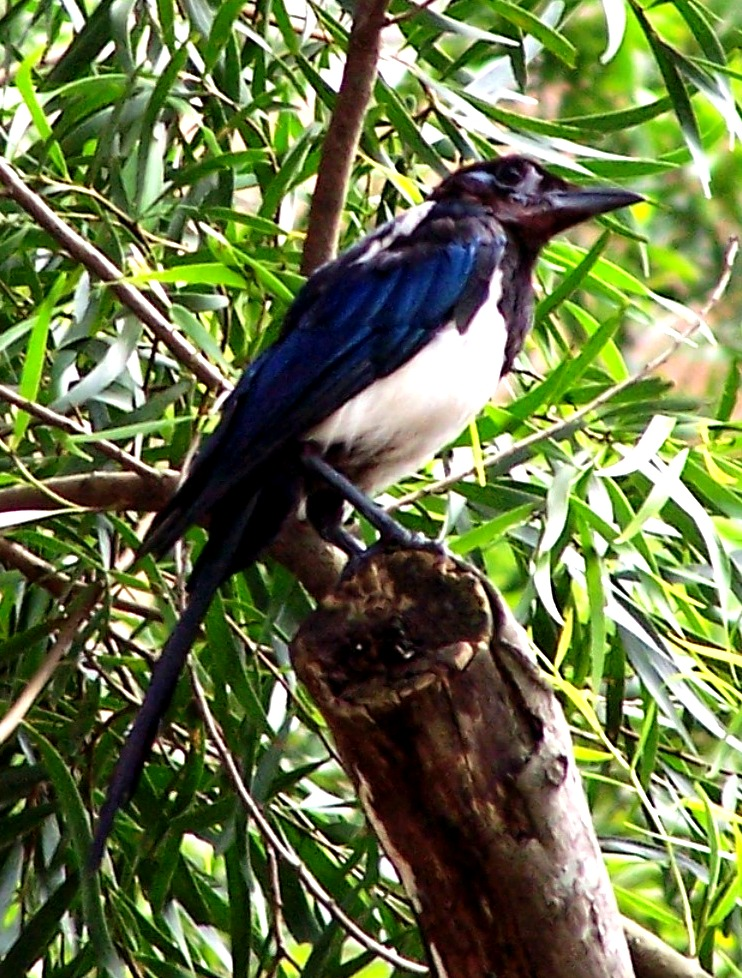
Den kraftigt blåskimrande färgen på vingen tyder på att detta fotografi föreställer taxonet serica, numera urskiljd som den egna arten orientskata.

Fram tills nyligen inkorporerade arten skata även de asiatiska arterna asirskata (P. asirensis), svartgumpad skata (P. bottanensis) och orientskata (P. serica) samt den nordafrikanska maghrebskatan (P. mauritanica). Dessa urskiljs nu som egna arter efter genetiska studier. Även amerikansk skata (Pica hudsonia) har tidigare behandlats som en underart till skata.
Skatan i begränsad mening omfattar vanligen sex underarter med följande utbredning:
- Pica pica melanotos – återfinns på Iberiska halvön
- pica-gruppen
  - Pica pica pica (europeisk skata[8]) – nominatformen återfinns i Europa från Brittiska öarna, Frankrike och södra Skandinavien till östra Europa och Mindre Asien
  - Pica pica fennorum (nordlig skata[8]) – norra Skandinavien och västra Ryssland
  - Pica pica bactriana – västra och södra Sibirien österut till Bajkalsjön samt Centralasien, söderut till Kaukasus och österut till Pakistan och nordvästra Indien
  - Pica pica leucoptera – södra Transbajkal till östra Mongoliet och Altaj
- Pica pica camtschatica – Ochotska havets norra strand till Kamtjatka

För hela släktet skator (Pica) fylogenetiska släktskap: se fylogenetiskt släktskap i artikeln om släktet skator.

### Förekomst i Sverige
I Sverige är den vanlig i hela landet ända upp till Lycksele lappmark och mellersta Norrbotten, men saknas i norra delen av fjällkedjan och i Östersjöns mellan- och ytterskärgårdar. I Sverige förekommer det två underarter: P. p. fennorum som häckar i norra Sverige ned till södra Jämtland och P. p. pica, nominatformen, som häckar i södra Sverige. Skillnaden mellan dessa båda underarter är klinal och det finns ingen tydlig karakteristik som skiljer dem åt, vilket gör det omöjligt att skilja dem i fält.

## Ekologi

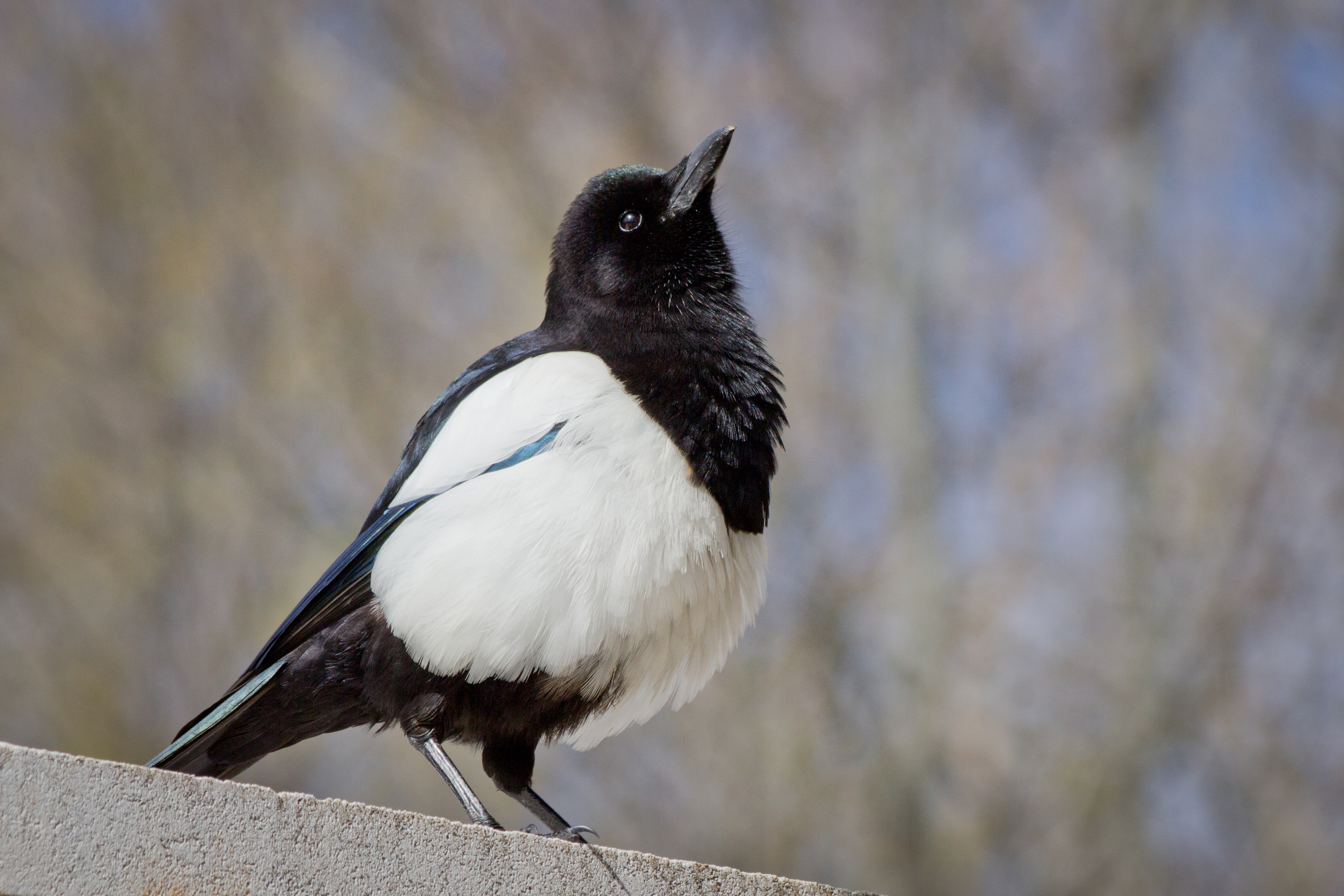
Skata P. p. pica.

Skator brukar starta dagen ungefär en halvtimme före soluppgång, varierande efter årstid. Under timmen före solnedgång närmar sig skator mer och mer sin sovplats, som de kort därefter intar. Skatan lever i två olika samhällsformer. Under häckningstiden lever paren ensamma i sina revir, medan icke häckande skator sluter sig samman i grupper. På vintern bildar skator flockar på från ett dussin upp till några hundra fåglar. Under vårvintern kan man ibland se stora antal skator samlade på särskilda platser, där de utför spelhandlingar som höga hopp med utspärrade stjärtar och kraxande. Dessa sammankomster, som ibland kallas skatriksdag, tros vara en form av gemensamt parningsspel. 

### Biotop
Skatan är ofta starkt knuten till mänsklig bebyggelse, en så kallad kulturfågel, och uppträder både i städer och på landsbygden. Den häckar också i kustområden. Övernattning kan vissa tider äga rum kollektivt, särskilt i täta buskage ute i våtmarker.
Skatan förekommer såväl i slättland som i bergstrakter. Den kan påträffas över hela världen på höjder upp till 2500 m. Den bor framför allt i väl strukturerade, delvis öppna landskap med ängar, häckar, buskar och enstaka träddungar. Den lever även vid skogsbryn, i närheten av vattensamlingar och i träsk med vassruggar, videbuskage och busksnår. Mer sällsynt är den i smala skogsremsor, små skogstomter, vidsträckta skogar och i ängs- och åkerlandskap utan träd. Den undviker även branta sluttningar, smala, djupt inskurna dalar samt klippiga och snöiga regioner. Endast de ovan nämnda undantagen lever i bergskedjor, delvis också bortom snögränsen.
I Europa uppskattas idag mer än hälften av beståndet häcka i och på gränsen till orter. Där breder skatorna ut sig i städer. De bor framför allt i villaområden med kortklippta gräsytor, samt parkanläggningar, alléer, kyrkogårdar och stora husträdgårdar. Tidigare var den däremot även i Europa en karakteristisk fågel i jordbrukslandskapet med häckar och åkerskogsdungar, alléer eller gamla fruktträdgårdar.

### Föda

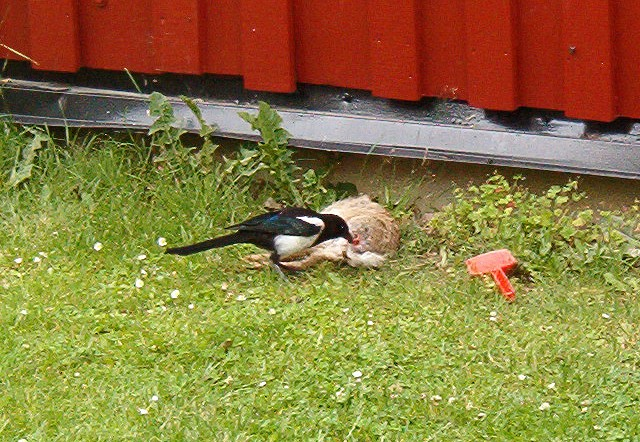
En skata äter av en död kanin.

Skatan är allätare och ses ofta proviantera på marken. Den äter både animalisk och vegetarisk föda under hela året. Födan består sommartid särskilt av insekter och deras larver, daggmask, spindlar, sniglar och snäckor. Dessutom äter skatan små ryggradsdjur upp till en fältsorks storlek, exempelvis groddjur, ödlor, små däggdjur, ungfåglar och små fåglar. Skator är boplundrare som under häckningstiden på vår och försommar plundrar andra fåglars bon på ägg och ungar. Dessutom äter de under hela året as. De lever också av människans avfall och vintertid kan de även förtära exempelvis hundspillning. Frukter, fröer och svampar utgör särskilt på hösten och på våren delar av födan. Det som inte kan smältas kastas upp i form av spybollar. 
Hälften av europeiska skators föda är animalisk. Under häckningstiden täcker de 95 procent av sitt näringsbehov med animalisk föda. På hösten och vintern består födan i Europa tilltagande av vegetariska beståndsdelar. I Europa finns även rester av ryggradsdjur i spybollarna, till en andel av fem till tio procent. 
Skatan söker mestadels sin föda på marken. När den jagar insekter och spindlar i låg växtlighet springer den en bit, stannar upp, sträcker sig högt upp och håller utkik. Om den har upptäckt ett byte springer eller hoppar den snabbt dit och hugger tag i det med näbben. Om den är i högre växtlighet när den söker byten går den omkring utan pauser och springer till bytesdjuret. Den jagar smådjur på liknande sätt. För att samla in insekter hoppar den högt på höga gräsax eller blad. Ytterligare tekniker är att peta omkring på marken och att krafsa med näbben och kasta löv eller jord åt sidan. En annan teknik är att vrida omkring små stenar (upp till cirka 10 cm stora) eller grästuvor. Skatan plockar också bär och ibland äter den även fiskar. 
För det mesta slukar skator insekter hela, men getingar krossar den först grundligt med näbben. Större djur håller den oftast fast vid marken med fötterna. Dödandet sker genom hugg med näbben, i regel mot bytets bål, eller genom att slunga bytet mot hårda föremål. Skatan plockar noggrant småfåglar innan den äter dem. 
Skator anlägger under hela året näringsförråd, som oftast töms inom tio dagar. Om det finns plundrande kråkor i närheten, deponerar de förråden omväxlande på olika ställen. Framför allt på hösten samlar de fröer eller as. På en utvald plats slår de ett litet hål i marken med näbben, lägger födan där och täcker sedan hålet igen med jord och växter. När födan blir knappare på vintern kan fyllda födomagasin vara viktiga för överlevnaden, framför allt i bergsområden. 

#### Skators föda i stadsområden

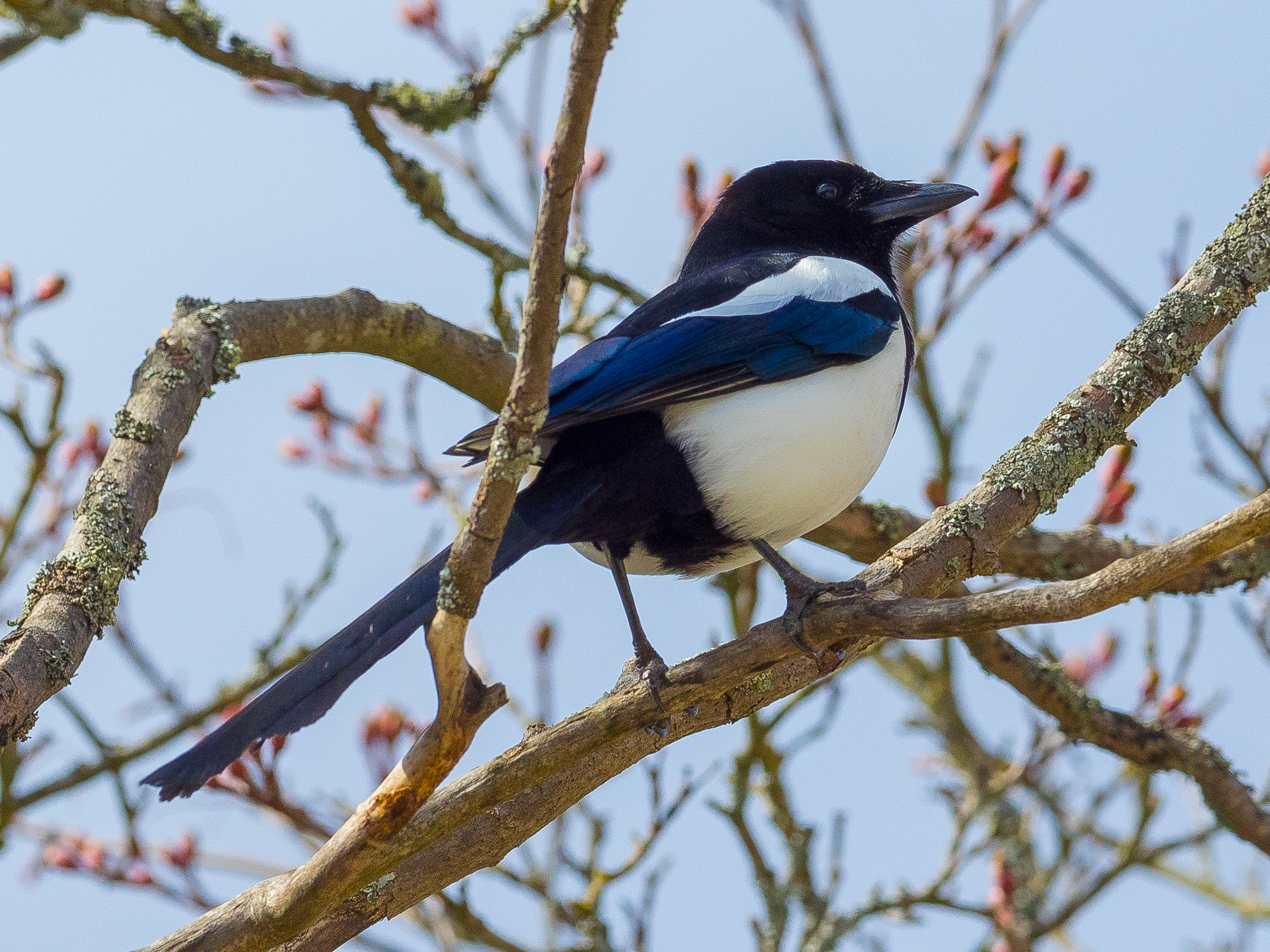
Sittande skata P. p. fennorum.

I bebyggda områden genomsöker stadsskator kompost- och avfallshögar och äter köttrester, bröd, pasta, ost, äggskal och liknande. De täcker därmed ungefär hälften av sitt näringsbehov. I innerstäderna utgör andelen småfåglar i födan endast fem till åtta procent. På regelbundna avstånd avsöker stadsskator vägkanter, bansträckor, stränder av vattensamlingar, skolgårdar och vägrenar vid motorvägar. Stadsskator gömmer framför allt föremål från människors omgivning (djurfoder, kompost och avfall, hundexkrementer, växtlökar), mer sällan ekollon eller as. De kan även använda hålrum under takpannor för att lagra föda.

### Häckning
Skatan blir könsmogen på hösten under första levnadsåret. Den sluter sig då samman i en grupp med andra icke häckande skator. Under den därefter följande våren häckar knappt hälften av hanarna och väl hälften av honorna. 

#### Parbildning och boplatsval
Skatan lever i livslång monogami, men om den ena partnern dör ersätter den andra den oftast snabbt med en ettårig fågel. Om upprepade häckningsförsök misslyckas skiljs i regel paret åt. På hösten tillbringar ett framtida par allt mer tid tillsammans, men är ensamma när de födosöker. Om ett ungt skatpar har erövrat ett revir sker ibland spelartade handlingar. 
Från oktober till januari, och i Centraleuropa fram till februari, inspekterar skator möjliga boplatser. Hanar tycks aktiveras av torrt väder och temperaturer under −4 °C. Honan anvisar ofta möjliga boplatser genom att darra med vingarna. Båda fåglarna kan visa sitt intresse för en boplats genom att schäcka eller utstöta ett speciellt boläte och dallra med stjärten.
Skator föredrar särskilt två sorters platser för sitt bo. Å ena sidan bygger de ofta reden i de översta grenarna i höga träd på 12–30 meters höjd, eftersom de där är svåra att nå och fåglarna kan få god överblick över omgivningen. När de väljer bohöjden görs en avvägning mellan säkerhetsbehovet och den energi som ska användas till att uppföda ungarna. Med stigande höjd ökar säkerheten, men även energianvändningen tilltar. Å andra sidan bygger skator även reden på tre till fyra meters höjd i tätt törnigt buskage eller i törniga häckar. 
I trädlösa områden kan boet också placeras på byggnader, ofta på gaveln under taknocken. Stadsskator använder i sällsynta fall också ställen som stålgallerkonstruktioner, antenner eller järnvägsledningsmaster som häckningsplats. 
Den vanligaste boplundraren är kråkan. Om ett par blir för mycket besvärat av kråkor under bobygget anlägger det ett nytt rede på ett annat ställe.

#### Boet

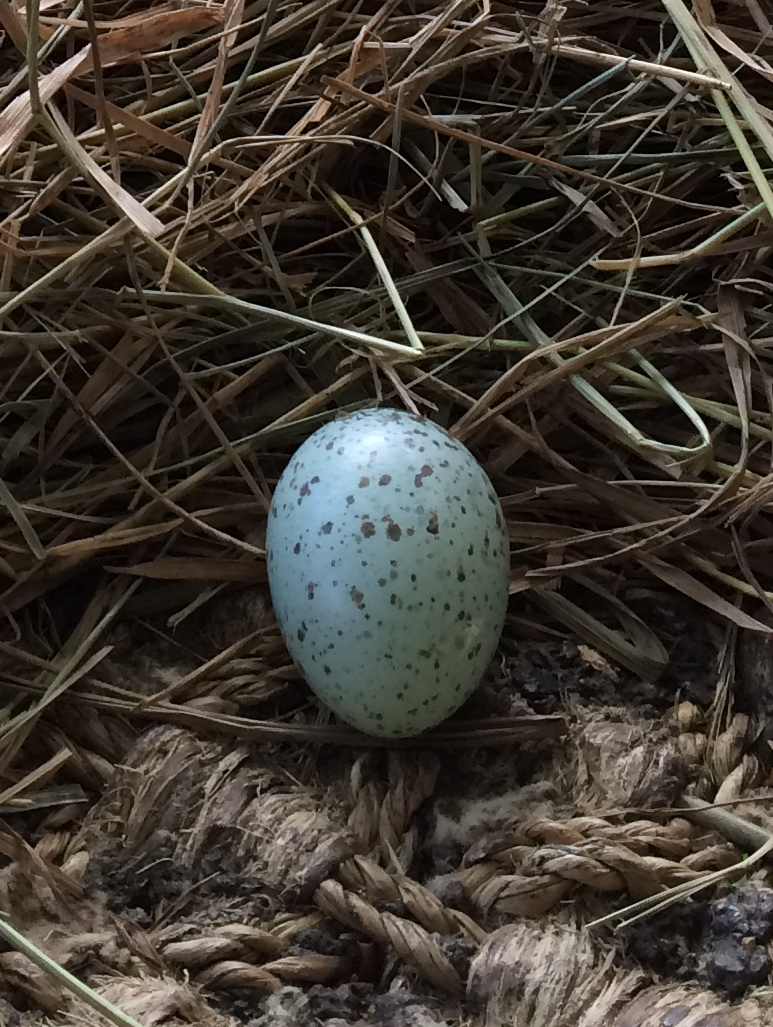
Skatägg

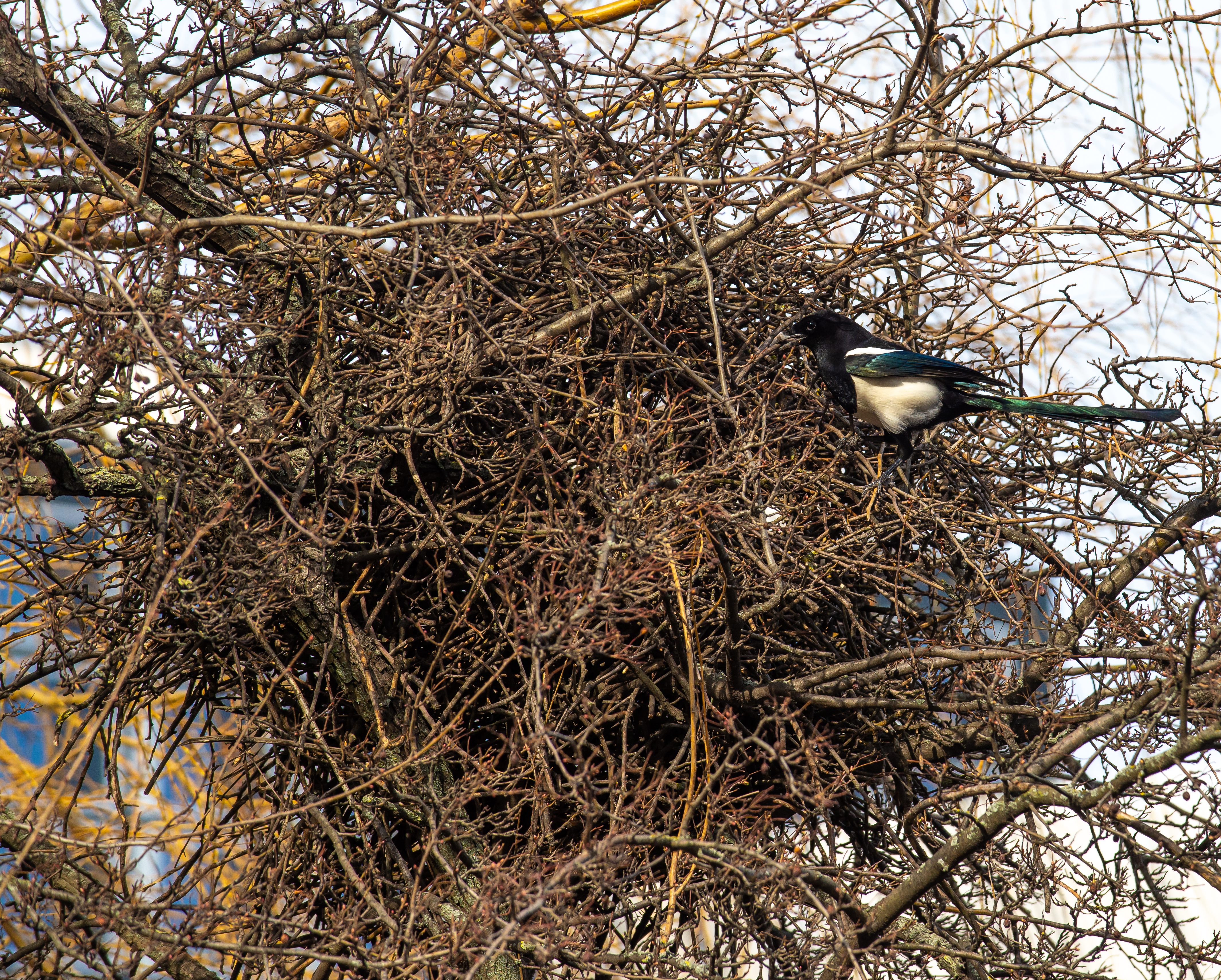
Ett skatbo, där "byggmästaren" (skatan) just anlänt med ännu en kvist för redet.

Bobygget utförs av båda könen och kan pågå under lång tid med början redan på hösten eller under midvintern året före häckningen. I Centraleuropa börjar det dock först i februari eller mars. Ibland kan boet vara klart efter bara två veckor om det påbörjas under våren, men den sammanlagda tiden för bobygget uppgår i snitt till 40 dagar. Medan nya par börjar bobygget med utdraget spel, påbörjar gamla par bygget efter en förkortad spelritual. De plockar specifika pinnar från marken som provas ut väl innan de flyger till boet med dem. Där läggs de på plats med ibland mycken möda eftersom pinnarna ibland kan vara upp till en halv meter långa.
Redet är ett klotformat, ganska stort bygge av grenar. Utsidan av boet är 35 till 75 cm brett och består av torra, ofta korslagda utåtstående grenar. Boskålen består av jord och lera och är fodrad med fina rötter som arbetas ihop till ett enhetligt flätverk. Boskålen har en diameter på cirka 135 mm och ett djup på ungefär 100 mm. De flesta reden har en huvartad överbyggnad som består av stora grenar med en eller ofta två utgångar på sidorna. Om huven saknas, beror det på att passande byggmaterial saknas eller att paret är oerfaret. Överbyggnaden tjänar till att skydda kullen mot kråkor eller rovfåglar. Bona blir ofta mycket stadiga och kan till och med klara de värsta höststormar.
Ett par påbörjar ofta reden på flera ställen, men avslutar bobyggena till förmån för den bestämda platsen för häckningen. Detta beteende sker särskilt om paret blir stört under bobygget. Så länge ett par håller ihop, bygger de ofta många reden, även om det är vanligt att de förbättrar gamla bon till häckningen. 
Gamla skatbon, och även kråkbon, används av hornugglor, tornfalkar och lärkfalkar, som själva inte bygger några bon. Om skatbon förstörs, drabbar det därmed även dessa arter.

#### Spel och parning
Vissa par parar sig redan under bobygget. Om äggen läggs under andra hälften av april (vid en normal häckning), förekommer betydligt fler parningar. Särskilt vid denna tid tigger honan högt och påfallande. 
Vid spelet närmar sig hanen honan med delvis utspärrad fjäderdräkt. 
Enligt Bährmann spärras då ryggfjädrarna ut, enligt Glutz även de vita fjädrarna på undersidan. Ofta sker närmandet bakifrån eller kretsformigt med högt hållet eller framåtsträckt huvud. Dessutom sjunger hanen ibland lågt. 
Hanen sänker huvudet och lyfter de slutna vingarna snett från ryggen, medan han viftar med vingfjädrarna. Samtidigt slår han stjärten ryckvis uppåt och nedåt eller i sidled och ger ifrån sig ett svagt "tscha(r)k". Dessutom häver han huvudet och bålen uppåt. Även honan kan utföra vissa av dessa rörelser och paret kan även synkront utföra en vågartad parflygning. 
Honan inleder ibland parningen genom tiggning. Då ställer hon sig nedåtböjd eller högt upprest framför hanen, sträcker ut vingarna och dallrar med dem. Hon utstöter mycket höga tiggläten och spärrar upp näbben. Ofta lägger hanen då an hjässfjädrarna. Om honan är parningsberedd böjer hon sig utsträckt mot marken och tigger med dallrande vingar. Antalet parningar under häckningstiden är omstritt. Angivelserna skiljer sig mellan sammanlagt endast ungefär tre gånger på säsongen och flera gånger dagligen.

#### Äggläggning och ruvning

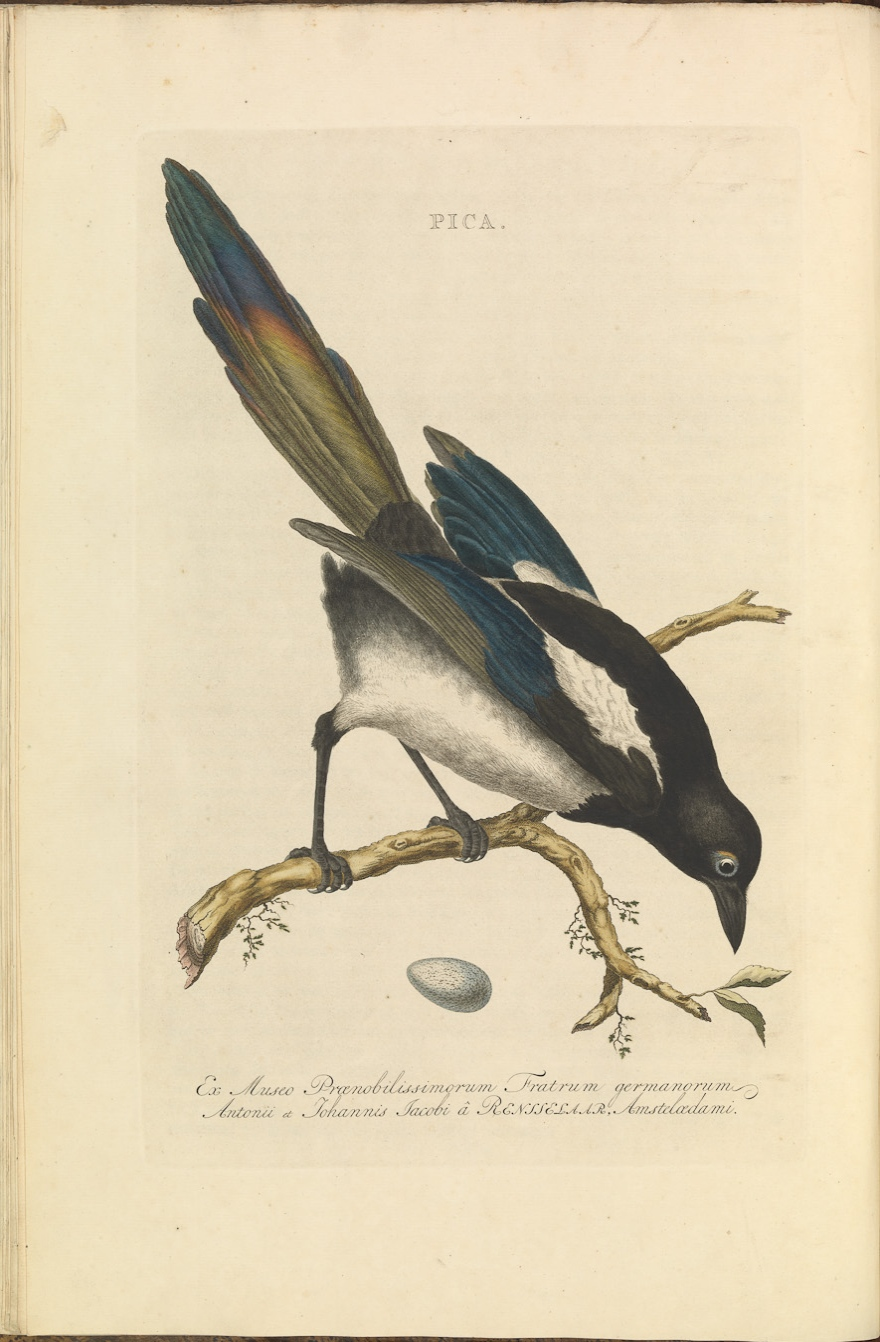
Pica pica with egg; from:Nederlandsche Vogelen (1770)

Tidpunkten för äggläggningens början varierar avsevärt. Den europeiska populationen lägger sin förstakull från mars till maj. I Centraleuropa ligger den genomsnittliga början för förstakullar vid den 8 april, i Skandinavien i slutet av april eller början av maj. Om en kull blir förstörd, kan ett par lägga en ersättningskull. Om även denna misslyckas, kan det bli ännu en ersättningskull. I undantagsfall är även en tredje ersättningskull möjlig. 
Honan ruvar på kullen, efter att några ägg lagts. Ibland börjar hon dock ruva redan efter att det första ägget lagts eller först efter att alla ägg lagts. Under den tiden uppehåller sig honan fortfarande länge utanför redet. Hon lägger ungefär ett ägg om dagen. en kull består i snitt av 5–8 ägg, sällsynt upp till 10 vid mycket god födotillgång. Om den lägger en andra kull är den i regel mindre än förstakullen. Äggen är ovala, ibland dock även kortovala, långovala eller spetsovala. De är i regel blågrönaktigt till ljusbrunt färgade med tät brungrå till olivgrön fläckning. Färg och teckning kan variera mycket. Äggen är cirka 33 till 34 millimeter långa och cirka 23 till 24 millimeter breda. Ett nylagt ägg väger åtta till tolv gram.  
Endast honan ruvar på äggen, medan hanen försvarar reviret och täcker större delen av honans försörjning. Utfodringen sker under redets överbyggnad, sällan i det fria. Fåglarnas beteende under häckningstiden varierar mycket från individ till individ. Vissa hanar bevakar boområdet grundligt och anmäler varje inkräktare genom omedelbart kraxande. Andra hanar varnar först när inkräktaren kommer för nära redet. Sammantaget tycks fåglarna vara påfallande lugna i närheten av redet. Kråkor attackeras av princip, medan små fåglar och duvor delvis tolereras i reviret. 
I Europa kläcks ungarna i snitt 17 till 18 dagar efter äggläggningens början och under två till fyra dagar. Ungefär hälften av alla häckningar misslyckas, då redet plundras av kråkor, duvhökar, katter eller mårddjur. En del reden blir också förstörda av människor.

#### Ungarnas utveckling

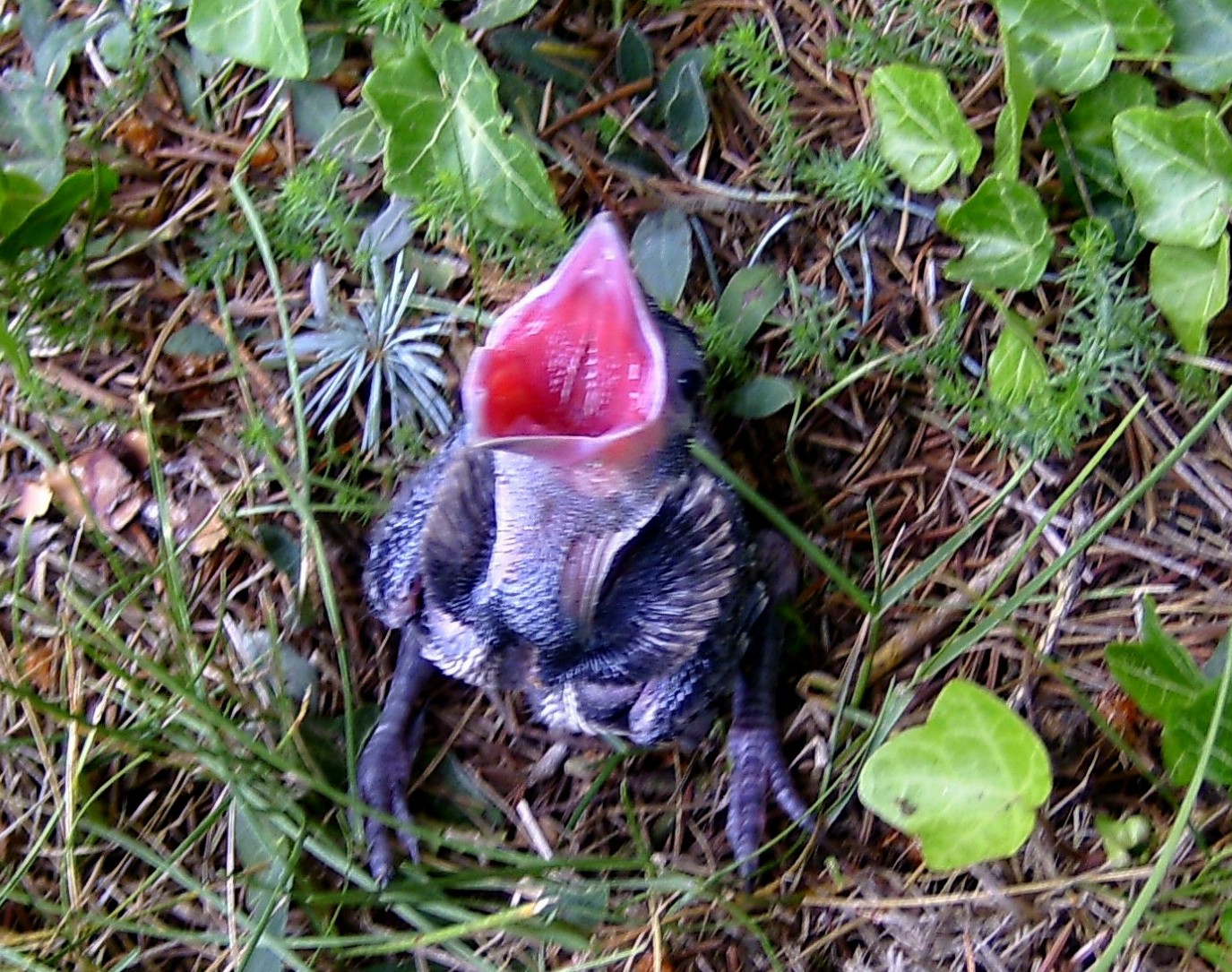
Unge på marken.

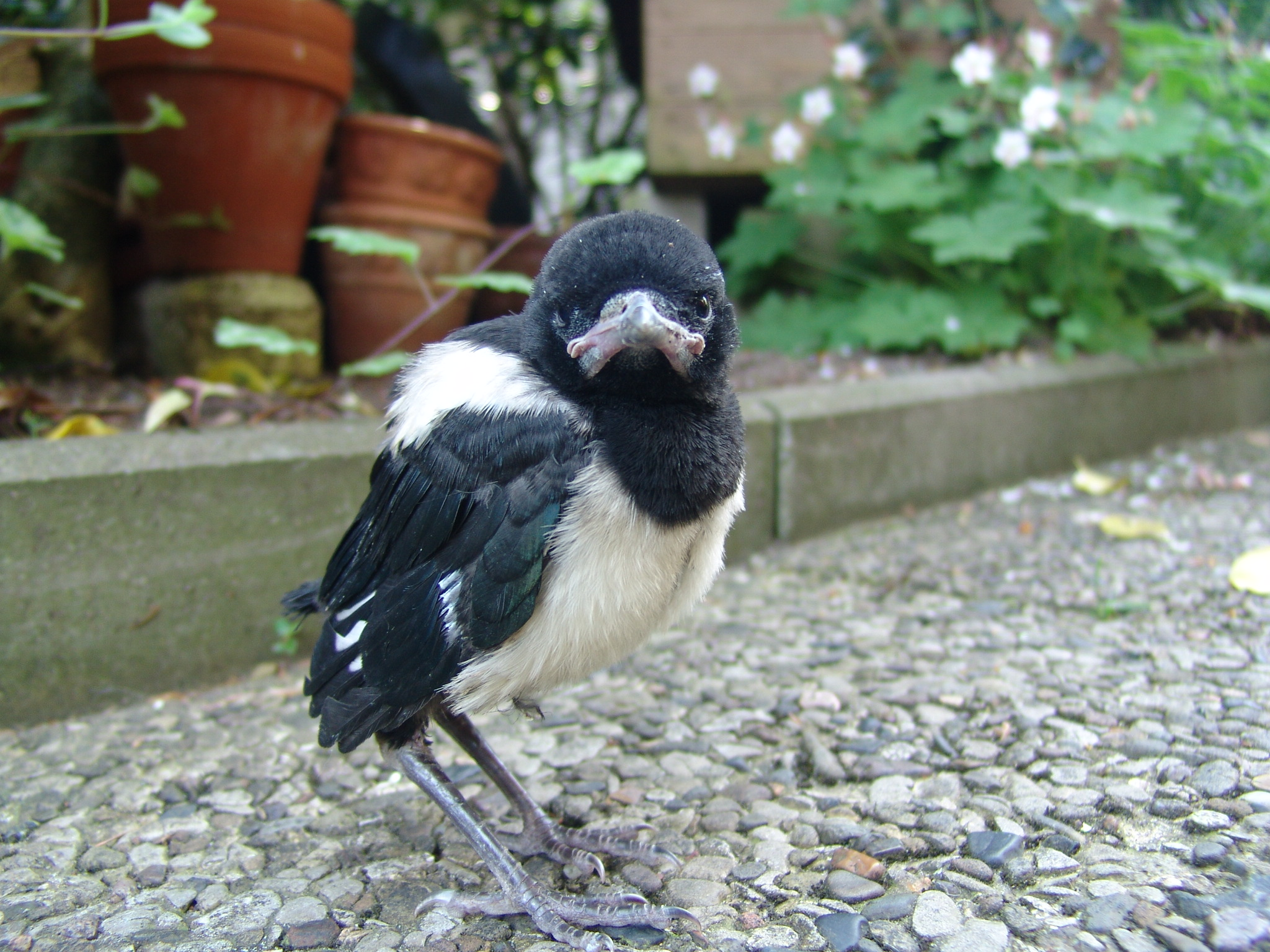
Ung skata ännu utan de för arten karakteristiskt långa stjärtfjädrarna.

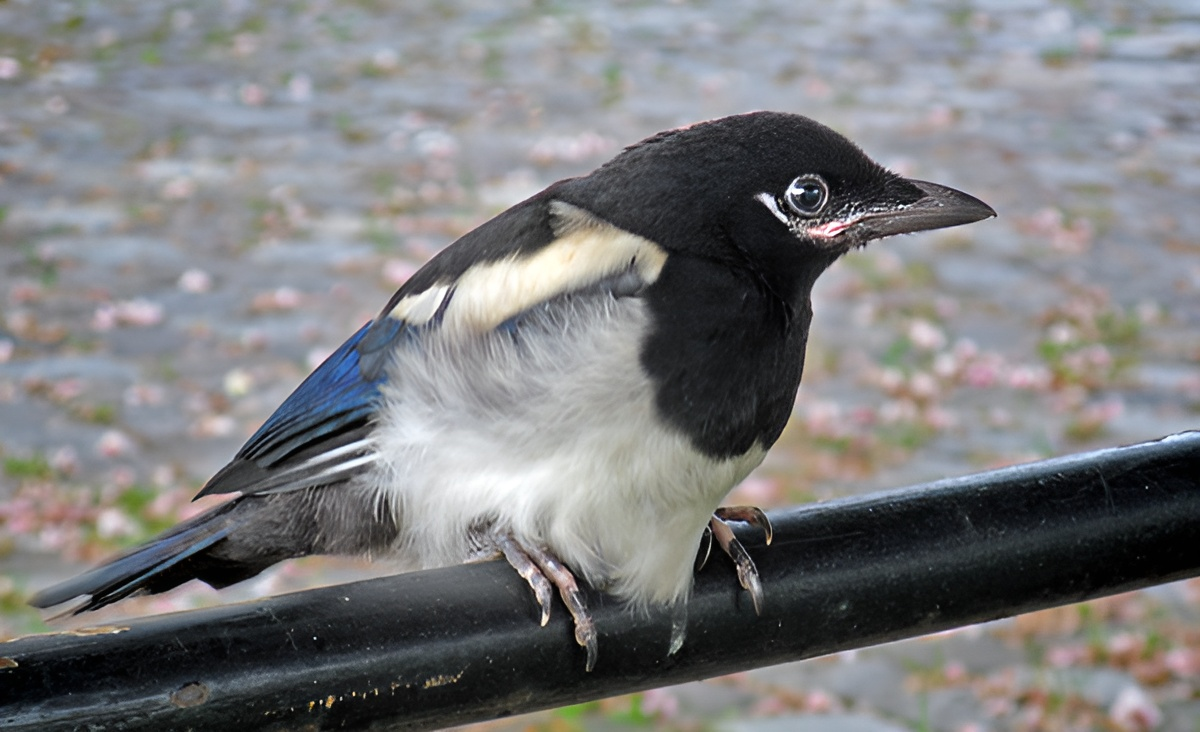
Skatunge ca 50 dagar gammal.

Ungarna är vid födelsen nakna och under första fyra till åtta dagarna blinda. Fram till den elfte eller tolfte dagen blir de värmda. Under denna tid utfodrar hanen dem med svald föda ur krävan, senare gör bägge partner detta. Fågelungarnas vikt stiger under de första knappa 20 dagarna ungefär linjärt till omkring 180 gram. 
Efter ungefär 22 till 29 dagar lämnar ungarna för första gången redet. I södra Sverige brukar ungarna hoppa ut ur boet i början av juni. Före den första utflygningen klättrar ungfåglarna omväxlande in och ut och gymnastiserar utan hjälp på redets tak och i grenar runt omkring. De utfodras dock fortfarande i redet av föräldrarna och tas hand om i reviret. Ännu inte flygfärdiga ungar förblir i skydd och kan själva klättra högt upp från marken på relativt glatta trädstammar och slå med vingarna. 
Vid uppfödandet av ungar utgör insekter en viktig näringskälla, på grund av deras höga proteininnehåll. Under loppet av uppfödningsfasen ändrar sig dock näringsbehovet. Under den första tredjedelen av den tid då ungarna är i boet utfodras de med mindre och mer lättsmält material  (flugor, larver, spindlar). Under mitten och den sista tredjedelen av tiden i redet består födan i lika andelar av stora och små beståndsdelar (maskar, steklar, skalbaggar, bitar av ryggradsdjur). 
När de är ungefär 45 dagar gamla börjar ungfåglar själva söka föda på marken, men förblir fortfarande beroende av föräldrarna i sex till åtta veckor efter utflygningen. Efter en viss tid börjar de flyga ut i de närmsta omgivningarna ensamma, men återvänder fortfarande till sina föräldrars revir. Så snart ungarna kan flyga bra förs de till en gemensam sovplats. Ibland tar även den yngre generationen initiativet. Som del av självständigheten ansluter sig ungfåglarna till grupperna av icke häckande artfränder. Skator som lever långt norrut flyger som strykfåglar på vintern så långt söderut som är nödvändigt.
Skatan kan bli upp till 16 år gammal, men blir i naturen på grund av sina naturliga fiender i genomsnitt cirka två och ett halvt år gammal.

### Revirbeteende
Skator är trogna sina vistelseorter. Häckningsparen övervakar sitt revir hela året, även när de på vintern delvis ansluter sig till de icke häckande gemenskaperna när de sover. Revirets storlek kan variera kraftigt. I genomsnitt ligger det mellan fyra och sex hektar. Under tiden för äggläggning och på senhösten blir inkräktare särskilt intensivt avvärjda. Redena försvaras hela året mot kråkor. 
För att markera reviret presenterar sig hanen eller honan, oftast båda tillsammans, i en väl synlig trädtopp. Dessutom sitter fåglarna upprätt med hängande stjärt och burrar upp de vita delarna av fjäderdräkten. Samma beteende visar de vid revirstridigheter med grannpar, men också mot djur av andra arter. När hon försvarar reviret tigger och kraxar honan demonstrativt. Hanar slåss kraftfullt mot såväl artfränder som kråkor på marken och i luften. Inom syn- eller hörhåll för sin partner driver hanen bort främmande honor, som den annars kringsvärmar.  
På senhösten försöker nya fågelpar erövra ett revir åt sig. För att besätta ett revir kan en ungfågel ersätta en avliden häckfågel, säkra ett eget revir mellan två befintliga revir eller erövra ett revir genom strid. Dessutom kan en liten grupp ungfåglar förena sig och tränga in i ett befintligt revir. Normalt lyckas hanen i reviret fördriva inkräktarna. Om han däremot misslyckas övertar den mest dominanta ungfågeln, som oftast också är initiativtagare till anfallet, reviret.

### Sovgemenskaper och gemenskaper av icke häckande fåglar
Skator som inte häckar bildar på kvällen sovgemenskaper. På hösten och vintern ansluter sig också de fåglar som har bildat par och har revir. Sovplatser är ofta svårtillgängliga platser och används över flera år. Sovplatserna befinner sig exempelvis på ängar i träskområden eller på små öar. 
På vintern samlar sig oftast 20 till 50 skator på sovplatserna. Ibland kan gemenskaper på några hundratal fåglar bildas där. På sommaren befinner sig dock oftast bara ett eller några dussin fåglar i sovgemenskaperna. Det förmodas att dessa huvudsakligen är ettåriga fåglar. Över dagen stryker de icke häckande fåglarna omkring i små grupper och söker efter föda.  
I sovgemenskaperna finns det en inte särskilt utpräglad hierarki. I allmänhet dominerar häckfåglar över icke-häckare och hanar över honor. Även djur som är förtrogna med uppehållsplatsen är oftast dominanta. Om skator av ungefär samma sociala rang konkurrerar om föda, leder det i första hand till att de hotar varandra. Då hålls kropparna oftast stelt upprätta och näbbarna sträckta uppåt, ibland vågrätt. Om ingen av de båda viker tillbaka följer en strid med stjärtryckningar, sparkar, förföljningsflygning, påhoppning och näbbhuggning, där det även kan förekomma skador. Striderna är dock mindre häftiga än vid revirstrider. Att kraftigt slå med vingarna (utan flykt) är då ett uttryck för tillbakahållen aggression. Skatpar konkurrerar inte om föda och delar den ibland. 
Syftet med att bilda flockar är förmodligen att vinna föda framför allt mot kråkorna. Gemenskaper av icke häckande fåglar kan försvara födokällor längre. Dessutom kan större fåglar som stora måsar, korpar, ugglor och ormvråkar eller även ekorrar fördrivas genom stjärtryckningar och liknande från sovgemenskaper, men inte av enstaka fåglar.

## Intelligens
Skatan har i likhet med andra kråkfåglar samt papegojor en veckad hjärnbark vilket ger dem betydligt högre intelligens än andra fågelarter. Det finns därmed många observationer av avancerade problemlösningar hos denna art. 
Förmågan till objektpermanens, som utvecklas relativt snabbt, är utpräglad och står i samband med utvecklingen av fodersamlandet.  Förmågan att hitta föda som den själv har gömt utvecklas hos unga skator samtidigt som deras förmåga till objektpermanens utvecklas. Efter ungefär tio veckor behärskar de denna uppgift fullständigt. Följaktligen förfogar skator över höga representationsresultat. Dessutom visar de också ett komplext socialt beteende och känner igen sina artfränder individuellt.
Framför speglar visar skator ett nyfiket beteende; de går av och an framför spegeln och kastar försiktiga blickar bakom spegeln. De visar dessutom goda urskiljningsresultat, i det att de i försöket i det övervägande antalet fall efter att ha tittat i spegeln endast rör sig till den avspeglade asken när den har ett innehåll som är intressant för dem (ringen, fodret). Markerade skator visar självrefererande beteende framför speglar.

## Status och hot

### Beståndsutveckling

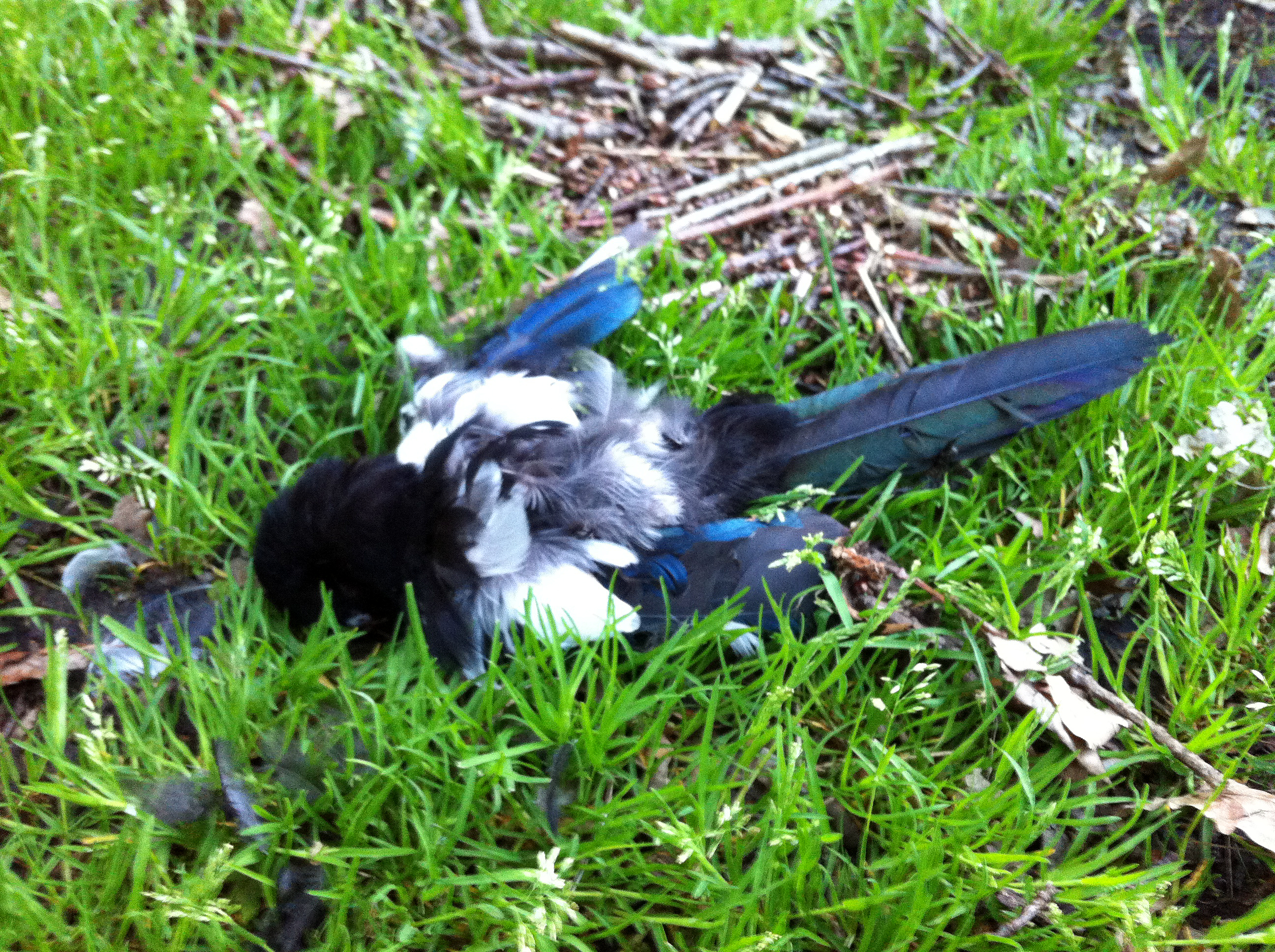
En död skata, troligen jagad och dödad av en katt.

I Tyskland lever enligt IUCN 180 000 till 500 000 häckande par. Före år 1850 finns ingen populationsstatistik i Tyskland men mellan 1850 och 1910 fastställdes en tillbakagång, vilken ansågs bero på den intensiva och effektiva jakten. Från 1920 till 1950 ökade populationen igen. Sedan 1950 har det observerats en minskning av de lantliga populationerna medan stadspopulationerna ökat, vilka bland annat anses bero på intensifiering av jordbruket. Sedan 1989 har beståndet i Tyskland sammantaget varit konstant, även om en vidare ihållande urbanisering har fastställts. 
IUCN uppskattar de europeiska häckningspopulationerna av skata till mer än 7 500 000 häckande par. Sedan populationerna i Frankrike och Ryssland hade ökat mellan 1970 och 1990, avtog de igen under åren 1990 till 2000. Trots detta blev den dåvarande tillbakagången uppvägd genom den tidigare ökningen, så att skatan räknas som säker (Secure) respektive livskraftig (LC).
Skatan har ökat i Sverige sedan 1970-talet och 2007 uppskattades antalet skator till mellan 300 000 och 700 000 par. Idag anses den dock minska i antal, men beståndet anses ändå vara livskraftigt.

### Jakt på skator som skadedjur
Traditionellt jagas skatan i Europa, då den sägs förorsaka skador på nyttodjur eller populationer av småfåglar och småvilt. En sådan påverkan har dock hittills inte kunnat fastställas i vetenskapliga studier.
I Europa dödas årligen cirka 1 till 1½ miljon skator.

## Skatan och människan

### Namn
I antiken använde Aristoteles och Claudius Aelianus samma beteckning för skatan och nötskrikan: κίττα (κίσσα). Plinius den äldre kallade däremot den förra fågeln pica varia longa cauda (insignis), på grund av dess långa stjärt, och den senare pica varia (insignis), på grund av dess brokiga fjäderdräkt. År 1758 gav Carl von Linné skatan det vetenskapliga namnet Corvus pica.
Ett äldre svenskt namn på fågeln är skjora eller skjura. Det svenska namnet skata härstammar ifrån det fornsvenska ordet skata som bland annat användes för något som sticker ut, och refererar till skatans långa stjärt. Det äldre ordet har blivit kvar i en del svenska dialekter och i finlandssvenskan; nämligen sjira, skira, skjura, skjöra på jämtska), skír på västerbottniska, stjoro eller stjouro på österbottniska, och skäre eller skäro på gotländska.

### Mytologi och kult
I den nordisk-germanska mytologin var skatan såväl gudabudbärare som dödsgudinnan Hels fågel. Man associerade den med olycka, sorg, nöd och sjukdom. I europeisk medeltid och vid tiden för häxförföljelserna räknades den – liksom kråkor, korpar och svarta katter – som häxdjur eller till och med som en häxa själv. Den ansågs tidvis också vara en själsrövare i förbindelse med Satan. Dessutom blev den associerad med döden och kallades "galgfågel" eftersom den ofta besökte avrättningsplatser. Sedan denna tid har den i Europa rykte om sig att vara "tjuvaktig" och anses bortföra och gömma glänsande föremål, vilket dock inte är sant utan en faktoid. Den felaktiga föreställningen att skator gärna bär in glänsande föremål i sina bon har bland annat resulterat i att Rossini 1817 lät uppföra en opera La gazza ladra ("Den tjuvaktiga skatan"). Faktum är att skatan plockar saker, för att undersöka dem, och – om så är möjligt – bära iväg dem. Särskilt intressanta objekt gömmer den under lite löv eller gräs. Man antar att handlingssättet att samla och hamstra föda erhålls eller tränas genom detta beteende. Ett visst intresse för blänkande föremål delar skatan med många fågelarter men ryktet om att den stjäl allt blänkande som den kan komma åt är osant. Ryktet härstammar förmodligen från att man ibland kan iaktta den när den gömmer matförråd, det faktum att skator är boplundrare eller att man helt enkelt blandat ihop skatan med korpen. 
I den grekiska mytologin var den guden Dionysos fågel.

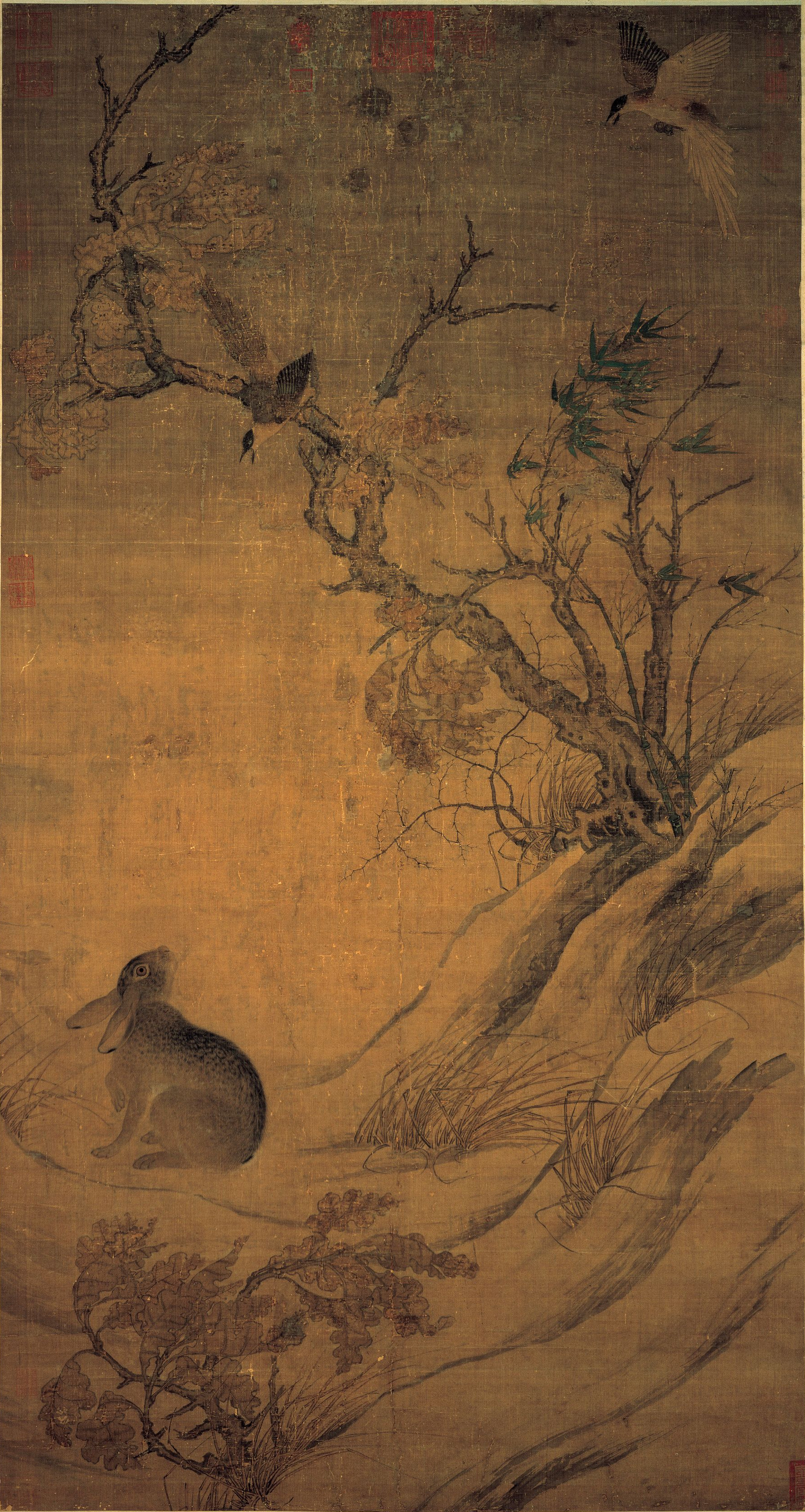
Cuī Bái; Hare och två skator (1061)

I allmänhet anses skatan i Västeuropa och på Brittiska öarna som onda omens fågel. Där ses det som olycka att se denna "otursfågel", särskilt när den uppträder ensam. På Brittiska öarna finns det ännu bevis för djurdyrkan i fråga om skatan. Den räknas också som orakelfågel. Så framställer på Irland en skata som knackar på fönstret en dödsvarning. Att döda denna fågel medförde också i nordöstra Skottland otur. I delar av norra England räknas det som ett dåligt omen, om en skata korsar stigen framför en från vänster till höger, men ett gott omen, om den korsar den från höger till vänster. I nordöstra Skottland anses det i vissa byar som ett lyckotecken att se en skata, i andra byar som ett oturstecken. Tron att skatan hade makten att förvandla sig till en människa bevarades i Clunie och Perthshire fram till slutet av 1700-talet. Till detta gränsar också det vitt utbredda traditionella räknerimmet i Storbritannien (framför allt i England och Skottland, mindre i Wales och Nordirland), som förutspår framtiden. Det finns flera regionala versioner, av vilka dessa fyra är de mest kända:
One is/for mirth/sorrow/anger/sorrow, 
Two (is)/for grief/mirth/mirth/joy, 
Three (is)/for a wedding/wedding/wedding/girl,
Four (is)/for a death/birth/birth/boy, 
Five (is)/for heaven/heaven/rich/silver, 
Six (is)/for hell/hell/poor/gold, 
Seven (is)/for the devil’s ain sell/the de’il’s ain sel’/I can tell you no more/a secret never to be told.
Efter kristnandet uppstod i England en berättelse, enligt vilken skatan ses som förbannad, då den som enda fågel inte hade framfört klagosånger och sorgesånger vid Jesu korsfästelse. I den skotska traditionen misstänkte man den i lång tid för att bära en droppe av Satans blod under tungan. 
I Frankrike och Tyskland trodde man också att det medförde olycka att döda en skata.  Man sade att den varnade sina mänskliga grannar för närvaro av rävar, vargar och beväpnade människor. I Poitou stacks till dess ära små bestick av ljung- och lagergrenar i buskarna. 

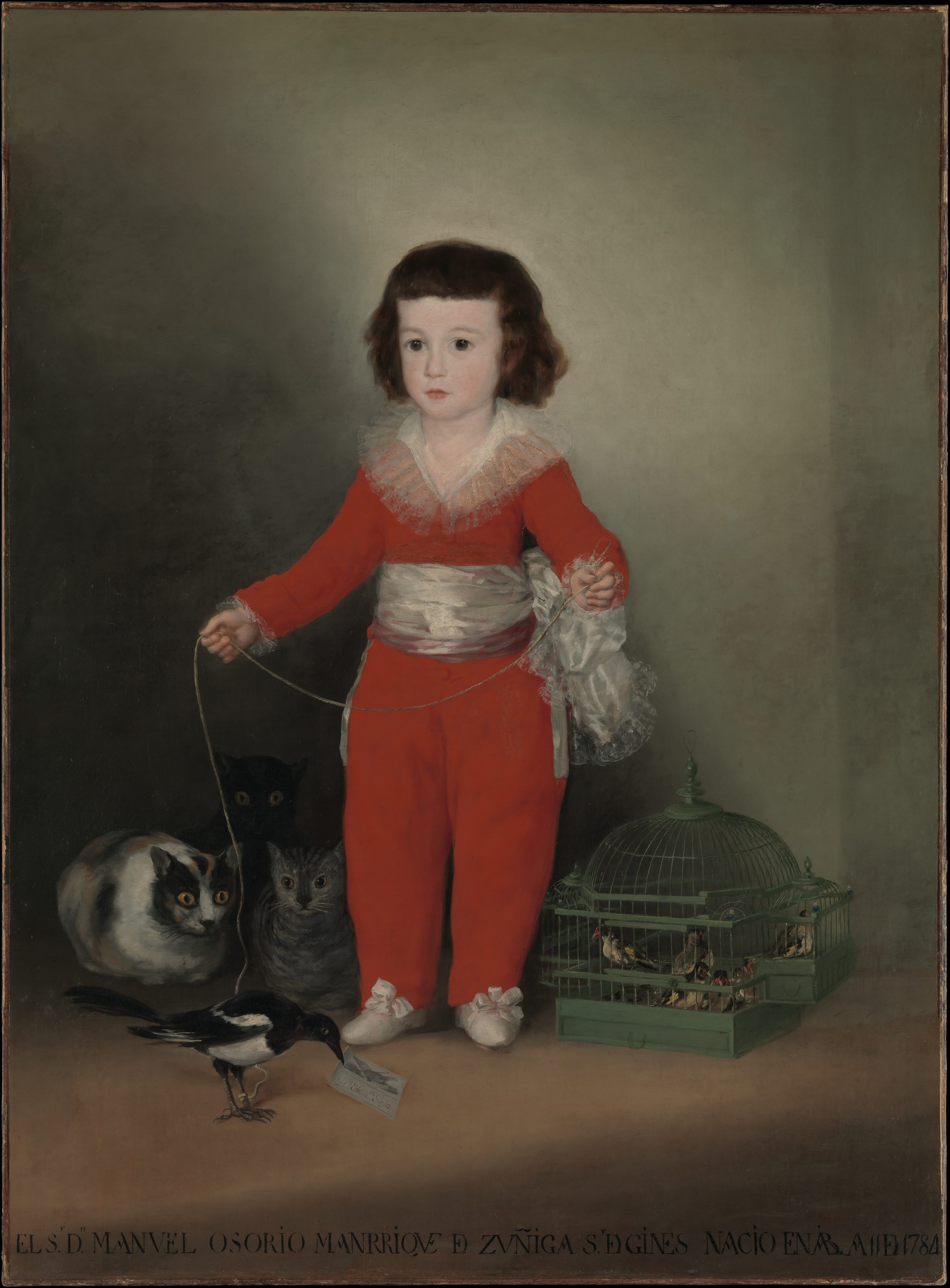
Francisco de Goya: Porträtt av Don Manuel (1784)

### Konst och litteratur
Den kanske mest kända skatreferensen inom kulturen är Rossinis opera La gazza ladra ("Den tjuvaktiga skatan") från 1817. Ett av de äldsta kända verken med skator är den kinesiske konstnären Cuī Bái (ki: 崔白) målning Hare och två skator från 1061, det vill säga från Song-Dynastin. Från 1500-talet förekommer skatan i Pieter Bruegel den äldres målning Skatan på galgen, som visar två skator på en avrättningsplats. Francisco de Goya visar i ett porträtt från 1784 hur sonen till greven av Altamira leder en tam skata i ett band. Ett annat känt verk med skatmotiv är Claude Monets La Pie från 1869 som föreställer en skata som sitter på en grind i ett gnistrande snölandskap. 

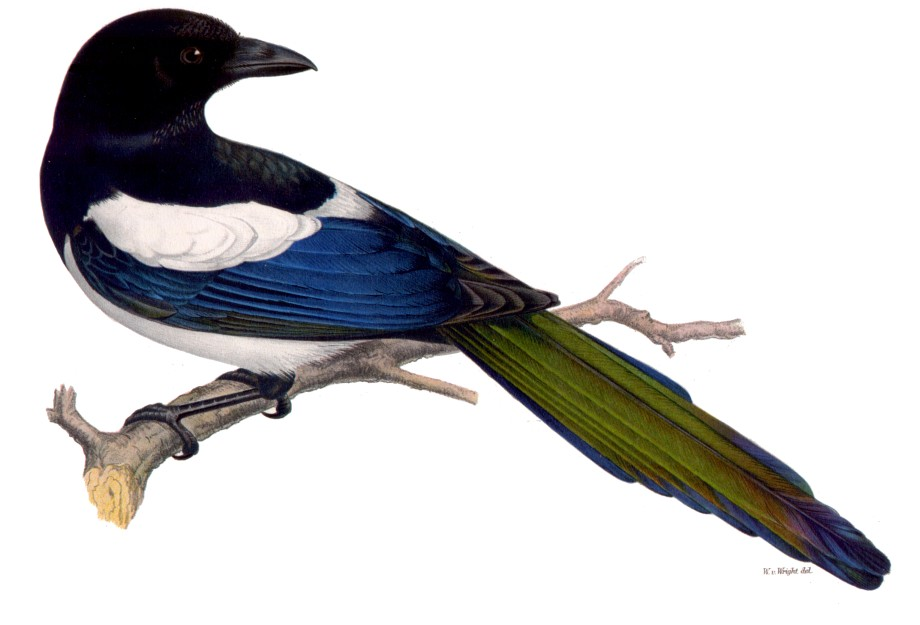
Illustration av skata från bröderna von Wrights bokverk Sveriges Foglar 1828–1838

I Sverige har exempelvis konstnären Bruno Liljefors avbildat skator bland annat i teckningen Räv och skator. Den avbildade skatan av Wilhelm von Wright i Bröderna von Wrights fågelbok som först gavs ut 1828–1838 under namnet Sveriges Foglar och senare på 1920-talet under namnet Svenska fåglar, efter naturen och på sten ritade är en av bokens mer välkända illustrationer.
På svenska frimärken har skatan i varje fall förekommit vid tre tillfällen. 1991 är den med på tre av fyra märken från serien Skansen 100 år, à 2,40 kr, tecknade av Acke Oldenburg. 2001 gavs ännu ett frimärke ut med skatmotiv denna gång ett brevfrimärke tecknat av Dan Zetterström och graverat av L Sjööblom. 2004 kom det ut ett julpostfrimärke med skatmotiv tecknat av Björn Berg.
Aisopos berättar i en fabel om hur skatan visar duvan, som tror sig redan veta allt, hur man bygger ett rede. I inledningen till Wolfram von Eschenbachs Parzival (1200–1210), en medelhögtysk text, uppträder genast i början skatan ("agelstern varwe") som sinnebild för konflikten mellan det goda och det onda. Senare blir i Rübezahl-sagan genom Emma en rova förvandlad till en skata, vilken som budbärare underrättar hennes älskade Ratibor. På grundval av Aisopos fabel om räven och skatan har Christian Fürchtegott Gellert skrivit en dikt, där den står som sinnebild för människorna, som helst hör sig själva tala och menar sig veta och kunna allt bättre, men egentligen inte har någon aning. I fabeln Skatan. Berguven. låter Johann Wilhelm Ludwig Gleim den besvära sig hos berguven om lärkans och näktergalens lättja, fastän den själv borde hålla mun. I Heinrich Seidels Der Hexenmeister  tar häxmästaren Wendelin och skatan Schackerack i sitt våld. De befriar sig med ömsesidig hjälp. Även Christian Morgenstern sysselsätter sig i dikten Die Elster ("Skatan") med skatan.